# Байгазаков, Чоробек
Чоробек Байгазаков (5 декабря 1946 года, с. Баш-Кайынды Ат-Башинского района Нарынской области — 3 февраля 2022 года) — киргизский государственный и политический деятель, депутат Жогорку Кенеша (1990—1995).

## Биография
Родился 5 декабря 1946 года в селе Баш-Кайынды Ат-Башинского района Нарынской области.
В 1964 году окончил финансово-экономический техникум, после чего начал работать в колхозе имени Кирова Ат-Башинского района заместителем главного бухгалтера. Позже стал главным бухгалтером.
В 1969 году окончил Киргизском государственном университете, после чего перешёл работать начальником контрольной группы сельскохозяйственного управления Ат-Башинского района.
В 1971—1974 годах был начальником отдела контроля сельскохозяйственного управления Нарынской области.
В 1974—1981 годах работал в совхозе имени 50-летия СССР главным экономистом.
В 1983—1992 годах был главным экономистом, заместителем директора, директором совхоза Башкайынды (после преобразования — ГКО «Живпром»).
В 1990—1995 годах был депутатом 12-го созыва Верховного Совета Киргизской ССР (с 31 августа 1991 года Жогорку Кенеша Киргизской Республики).
В 1992—1995 годы был акимом Ат-Башинского района.
В 1995—2000 годах был директором Ат-Башинского лесного хозяйства, ответственным секретарём и заместителем председателя Ат-Башинского районного кенеша.
Неоднократно избирался депутатом айылного и районного кенешей.
Умер 3 февраля 2022 года в возрасте 76 лет.

## Награды
- Почётная грамота Киргизской республики[2].
- Нагрудный знак «Отличник муниципальной службы КР»[2].